# Valeriu Catînsus
Valeriu Catînsus, né le 27 avril 1978 à Chișinău en Moldavie, est un footballeur international moldave, qui évoluait au poste de défenseur.
Il compte 55 sélections en équipe nationale entre 1999 et 2009.

## Biographie

### Carrière de joueur
Avec le club du Zimbru Chișinău, il remporte trois championnats de Moldavie, et une coupe de Moldavie.
Avec cette même équipe, il dispute 14 matchs en Ligue des champions et 6 matchs en Coupe de l'UEFA.

### Carrière internationale
Valeriu Catînsus compte 55 sélections avec l'équipe de Moldavie entre 1999 et 2009. 
Il est convoqué pour la première fois par le sélectionneur national Alexandru Maţiura pour un match amical contre la Grèce le 16 décembre 1999 (défaite 2-0). Il reçoit sa dernière sélection le 14 octobre 2009 contre la Lettonie (défaite 3-2).

## Palmarès
- Avec le Zimbru Chișinău :
  - Champion de Moldavie en 1998, 1999 et 2000
  - Vainqueur de la Coupe de Moldavie en 1998